# Діффа (регіон)
Діффа (фр. Diffa) — регіон в Нігері. Площа регіону Діффа дорівнює 156 906 км². Чисельність населення становить 489 531 особа (на 2011 рік). Адміністративний центр — місто Діффа.

## Географія
Регіон Діффа розташований на південному-сході Нігеру. На півночі від нього лежить провінція Агадес, на заході — провінція Зіндер. На сході проходить державний кордон Нігеру з Чадом, на півдні — державний кордон з Нігерією. На крайньому південному сході провінції лежить озеро Чад.

## Населення

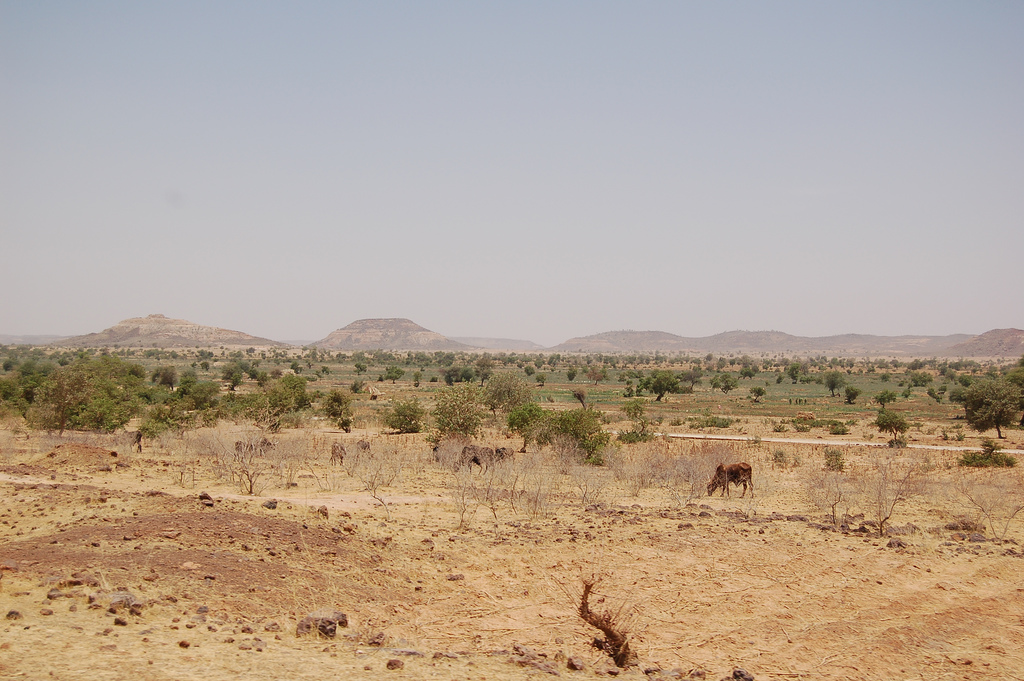
Типовий пейзаж регіону Діффа

85 % населення осідле, 15 % — кочовики. Основне заняття населення провінції — екстенсивне сільське господарство й рибальство в озері Чад. У зв'язку з постійним зниженням рівня води в озері економічне становище мешканців Діффа за останні десятиліття різко погіршився і населення покидає провінцію.

## Адміністративний поділ
В адміністративному відношенні провінція розділена на 3 департаменти і 1 муніципію (місто Діффа).
Департамент Діффа (Diffa):
- Площа: 7 563 км²
- Населення 209 249 чол. (2011)

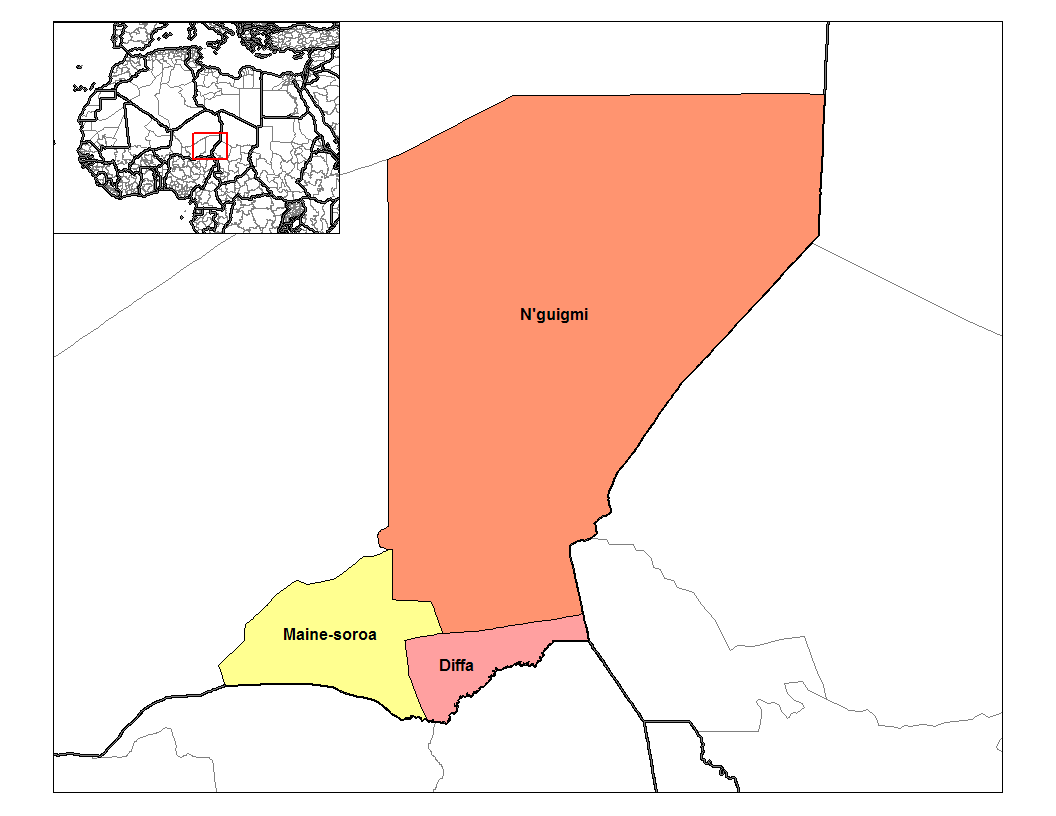
Департаменти регіону Діффа.

Департамент Мен-Сороа (Maïné-Soroa):
- Поверхня: 16 338 км²
- Населення 202 534 чол. (2011)

Департамент Нгігмі (N'Guigmi):
- Площа: 133 005 км²
- Населення 77 748 чол. (2011)